# Josef Meisinger
Josef Albert Meisinger, noto anche con lo pseudonimo di Macellaio di Varsavia (Monaco di Baviera, 14 settembre 1899 – Varsavia, 7 marzo 1947), è stato un militare e criminale di guerra tedesco, funzionario delle SS nella Germania nazista.
Ricoprì un incarico nella Gestapo e fu membro del partito nazista. Durante le prime fasi della seconda guerra mondiale, Meisinger servì come comandante dell'Einsatzgruppe IV in Polonia. Dal 1941 al 1945 lavorò come ufficiale di collegamento per la Gestapo presso l'ambasciata tedesca a Tokyo. Fu arrestato in Giappone nel 1945, condannato per crimini di guerra e giustiziato a Varsavia, in Polonia.

## Biografia
Meisinger nacque a Monaco di Baviera, figlio di Josef e Berta Meisinger; si arruolò il 23 dicembre 1916 e prestò servizio durante la prima guerra mondiale nella 230ª compagnia Minenwerfer, 22º battaglione di pionieri bavarese nella 30ª divisione di riserva bavarese. Dopo essere stato ferito in battaglia fu insignito della Croce di Ferro e della Croce al merito militare bavarese. Il 18 gennaio 1919 raggiunse il grado di Feldwebel, e il 19 aprile 1919 entrò nei Freikorps sotto Franz Ritter von Epp, con il quale combatté contro la Repubblica Bavarese dei Consigli. Il 1º ottobre 1922 iniziò a lavorare presso la Questura di Monaco di Baviera. Come capo del III plotone della II compagnia del Freikorps Oberland, prese parte al putsch di Monaco l'8-9 novembre 1923.
Fu inserito il 5 marzo 1933 nelle SS e poi nella Polizia politica bavarese il 9 marzo 1933, entrando così in contatto con Heinrich Müller, Franz Josef Huber e Reinhard Heydrich (con i quali aveva prestato servizio nei Freikorps). In quel periodo, Heinrich Himmler era a capo della polizia di Monaco e Heydrich era comandante del dipartimento IV, la polizia politica. Meisinger divenne membro del partito nazista il 1º maggio 1933. Il 9 novembre 1933 ricevette la medaglia commemorativa Ordine del Sangue del partito nazista.

### Carriera
Il 20 aprile 1934 Meisinger fu promosso SS-Obertruppführer. Heydrich fu nominato capo della Gestapo il 22 aprile 1934. Subito dopo, Heydrich si trasferì nella sua sede di Berlino e prese con sé alcuni colleghi fidati: Heinrich Müller, Franz Josef Huber e Meisinger, indicati come Bajuwaren-Brigade (Brigata bavarese). Il 9 maggio, Meisinger fu promosso SS-Untersturmführer, con i seguenti compiti:
- Scoprire gli oppositori di Adolf Hitler all'interno del partito nazista;
- Perseguimento degli omosessuali;[4]
- Perseguimento dei casi di aborto;
- Perseguimento di casi di relazioni intime tra ebrei e non ebrei.

Il 24 giugno 1934, andò ad ascoltare Erich Klausener al Congresso cattolico di Berlino e informò Heydrich che Klausener aveva rilasciato dichiarazioni anarchiche. Il 30 giugno 1934, Klausener fu ucciso dall'ufficiale delle SS Kurt Gildisch nel suo ufficio presso il ministero dei trasporti prussiano. Dopo la guerra, Walter Schellenberg, l'ex capo della sezione di intelligence straniera dell'SD nella RHSA, descrisse Meisinger così:

### Ruolo nell'affare Blomberg-Fritsch
Dal 1936 al 1938, Meisinger fu un dirigente della Gestapo, responsabile dell'Ufficio centrale del Reich per la lotta all'omosessualità e all'aborto (in tedesco Reichszentrale zur Bekämpfung der Homosexualität und Abtreibung), nella sede centrale della Gestapo nel Sicherheitspolizei e fu promosso al grado di SS-Obersturmbannführer. All'inizio del 1938 Adolf Hitler, Hermann Göring e Heinrich Himmler vollero sbarazzarsi del feldmaresciallo Werner von Blomberg, un membro conservatore dell'alto comando dell'esercito e ministro della Difesa di Hitler. L'indagine di Meisinger rivelò che la moglie di Blomberg, Erna Gruhn, fu una prostituta con precedenti penali e in una occasione posò per delle foto pornografiche. Blomberg fu costretto a dimettersi.
Nel 1936, Meisinger scoprì delle accuse di omosessualità mosse contro il comandante in capo dell'esercito, il generale Werner von Fritsch. Fu preparato un rapporto e Heydrich passò le informazioni a Hitler, il quale scelse di respingere le accuse ed al tempo stesso ordinò a Heydrich di distruggere il rapporto, ordine che però non fu eseguito.
Alla fine di gennaio 1938, Göring volle sbarazzarsi di von Fritsch, ostacolandolo affinché non diventasse il successore di Blomberg e quindi il suo superiore. Heydrich riusò il vecchio rapporto esistente su Fritsch. Meisinger la vide come un'opportunità di carriera, dato sia Himmler che le SS consideravano gli omosessuali un pericolo per il regime. Il lavoro investigativo di Meisinger fu comunque giudicato inutile da Heydrich e Müller. Meisinger e Huber interrogarono Otto Schmidt, un noto criminale la cui banda berlinese era specializzata nel ricatto degli omosessuali. Schmidt identificò von Fritsch come un uomo che aveva assistito in atti omosessuali nel 1933. Quando Meisinger fornì una fotografia di Fritsch su cui fu evidentemente stampato nome, titolo e grado di Fritsch, Schmidt colse al volo l'occasione per calunniare il generale. Heydrich inviò nuovamente il rapporto su von Fritsch aggiornato a Hitler.
Werner Best, nel descrivere questo incidente, definì Meisinger:"un uomo primitivo con metodi goffi". Alla fine fu stabilito che von Fritsch fu confuso con Rittmeister Achim von Frisch, le accuse contro Fritsch crollarono in tribunale ed i membri del corpo degli ufficiali tedeschi rimasero sconvolti dal trattamento di Fritsch. La carriera di Meisinger nella Gestapo volse al termine.

### Attività in Polonia
In conseguenza del fallimento, Meisinger e altri furono sostituiti, trasferiti per motivi disciplinari o licenziati. Nel 1938 fu trasferito a lavorare negli archivi dell'ufficio principale dell'SD, ma nel settembre 1939 fu nominato vicecomandante dell'Einsatzgruppe IV in Polonia. Il 1º gennaio 1940, dopo la promozione a SS-Standartenführer, Meisinger fu nominato Comandante della Polizia di Stato nel Distretto di Varsavia, in sostituzione di Lothar Beutel che nel frattempo fu denunciato per corruzione.
Meisinger procedette ad usare la forza bruta contro i polacchi, per lo più quelli di origine ebraica. Come parte dell'Aktion-AB tedesca in Polonia, autorizzò il massacro di Palmiry, ossia l'uccisione di massa di 1 700 persone nella foresta nei pressi di Palmiry. Come rappresaglia per l'omicidio di un poliziotto polacco, ordinò l'esecuzione di 55 residenti ebrei il 22 novembre 1939 e il 20 dicembre l'esecuzione di 107 polacchi come rappresaglia per l'omicidio di due tedeschi. Meisinger divenne così famoso che fu chiamato il macellaio di Varsavia, sebbene questo soprannome sia stato dato anche al SS-Gruppenführer Heinz Reinefarth.
Secondo Schellenberg, le sue atrocità a Varsavia spaventarono persino i suoi superiori:"Avevo raccolto un enorme archivio che dimostrava che era così assolutamente bestiale e corrotto da essere praticamente disumano... A questo punto... Heydrich intervenne: anche Meisinger sapeva molto, e Heydrich riuscì ad impedire che il processo si svolgesse". L'appello di Heydrich a Himmler salvò Meisinger dalla corte marziale e dalla possibile esecuzione. Fu mandato a Tokyo per tenerlo a debita distanza finché la situazione non si fosse calmata.
Durante il suo processo, nel 1947, Meisinger dichiarò di non essere stato a Varsavia dopo l'ottobre 1940, ma è probabile che abbia partecipato alla realizzazione del ghetto di Varsavia.

### Attività a Shanghai e in Giappone
Dal 1º aprile 1941 al maggio 1945, Meisinger agì come ufficiale di collegamento della Gestapo mettendo in contatto leader ed agenti speciali dell'SD presso l'ambasciata tedesca a Tokyo. I suoi compiti includevano la caccia ai nemici del Terzo Reich all'interno della comunità tedesca, utilizzando vari informatori. Fu anche l'ufficiale di collegamento dell'SD per i servizi segreti giapponesi. Uno dei suoi compiti in Giappone fu l'osservazione dell'agente segreto sovietico Richard Sorge, sospettato a Berlino, ma Meisinger divenne presto il compagno di bevute costante di Sorge e, inconsapevolmente, una delle migliori fonti di informazioni di Sorge.
Nel 1941 Meisinger tentò di influenzare i giapponesi per sterminare circa 18 000 - 20 000 ebrei fuggiti dall'Austria e dalla Germania e che vivevano nella Shanghai occupata dai giapponesi. Le sue proposte inclusero la creazione di un campo di concentramento sull'isola di Chongming nel delta dello Yangtze, o la costrizione alla fame sui mercantili al largo delle coste cinesi. L'ammiraglio giapponese responsabile della supervisione di Shanghai non avrebbe ceduto alle pressioni di Meisinger; i giapponesi costruirono il ghetto nel quartiere di Hongkew, scelta che fu già programmata nel 1939: uno slum con circa il doppio della densità di popolazione di Manhattan. Il ghetto fu rigorosamente isolato dai soldati giapponesi sotto il comando dell'ufficiale giapponese Kano Ghoya, e gli ebrei poterono lasciarlo solo tramite un permesso speciale. Circa 2 000 di loro morirono nel ghetto di Shanghai durante il periodo di guerra.

## Arresto, processo e condanna
Il 6 settembre 1945 Meisinger si arrese a due corrispondenti di guerra, Clark Lee dell'INS e Robert Brumby dell'MBS, al Fujiya Hotel di Hakone. I giornalisti lo portarono presso la sede del CIC, dove Meisinger si consegnò. Fu detenuto nella prigione di Yokohama, dove fu sottoposto ad interrogatori intensivi della durata di due settimane prima di essere trasferito al quartier generale del generale americano Dwight D. Eisenhower a Francoforte. Nel novembre 1945, sotto la scorta del tenente colonnello Jennis R. Galloway e del maggiore James W. McColl, entrambi del 441º distaccamento CIC, fu trasportato in aereo a Washington per essere interrogato sul suo coinvolgimento nella distruzione del ghetto di Varsavia.
Nel 1946 fu estradato in Polonia. A Varsavia il 17 dicembre 1946 fu accusato di crimini nazisti, insieme a Ludwig Fischer (il governatore nazista del Distretto di Varsavia), Max Daume (il comandante della Ordnungspolizei di Varsavia), e Ludwig Leist (governatore plenipotenziario nazista della città di Varsavia). I processi ebbero luogo tra il 17 dicembre 1946 e il 24 febbraio 1947. Il 3 marzo 1947 il Tribunale Nazionale Supremo di Varsavia condannò a morte Meisinger, e il 7 marzo fu giustiziato nella prigione Mokotów di Varsavia.